# Squash-Weltmeisterschaften im Doppel und Mixed 2016/Mixed
Mixed der Weltmeisterschaften im Doppel und Mixed 2016 im Squash.
Das Teilnehmerfeld bestand aus elf Doppelpaarungen, die in zwei Gruppen mit fünf bzw. sechs Doppelpaarungen im Round-Robin-Modus gegeneinander antraten. Die Gruppensieger und Zweitplatzierten zogen ins Halbfinale ein und spielten im K.-o.-System die Plätze eins bis vier aus.

## Setzliste
| Nr. | Paarung                                | Erreichte Runde |
| --- | -------------------------------------- | --------------- |
| 01. | Rachael Grinham Cameron Pilley         | Gruppenphase    |
| 02. | Dipika Pallikal Saurav Ghosal          | Finale          |
| 03. | Joelle King Paul Coll                  | Sieg            |
| 04. | Donna Urquhart David Palmer            | Halbfinale      |
| 05. | Joshana Chinappa Harinder Pal Sandhu   | Halbfinale      |
| 06. | Catalina Peláez Miguel Ángel Rodríguez | Gruppenphase    |

| Nr. | Paarung                                | Erreichte Runde |
| --- | -------------------------------------- | --------------- |
| 07. | Tesni Evans Peter Creed                | Gruppenphase    |
| 08. | Amanda Landers-Murphy Campbell Grayson | Gruppenphase    |
| 09. | Delia Arnold Sanjay Singh              | Gruppenphase    |
| 10. | Rachel Arnold Mohd Syafiq Kamal        | Gruppenphase    |
| 11. | Jenny Haley Joel Makin                 | Gruppenphase    |

### Zeichenerklärung
- Q = Qualifikant
- WC = Wildcard
- LL = Lucky Loser
- ALT = Ersatz (alternate)
- PR = Protected Ranking
- r = Aufgabe (retired)
- d = Disqualifikation
- w.o. = walkover

## Ergebnisse

### Vorrunde

#### Gruppe A
| Rang | Setzung | Doppel                                 | Sp. | S | N | S.-Diff. | P.-Diff. | Pkt. |
| ---- | ------- | -------------------------------------- | --- | - | - | -------- | -------- | ---- |
| 1    | 4       | Donna Urquhart David Palmer            | 4   | 4 | 0 | 8:2      | 100:83   | 8    |
| 2    | 5       | Joshana Chinappa Harinder Pal Sandhu   | 4   | 3 | 1 | 7:4      | 109:99   | 6    |
| 3    | 1       | Rachael Grinham Cameron Pilley         | 4   | 2 | 2 | 6:4      | 94:83    | 4    |
| 4    | 8       | Amanda Landers-Murphy Campbell Grayson | 4   | 1 | 3 | 2:6      | 67:78    | 2    |
| 5    | 9       | Delia Arnold Sanjay Singh              | 4   | 0 | 4 | 1:8      | 71:98    | 0    |

| Spieler               | Spieler                  | Ergebnis           |
| --------------------- | ------------------------ | ------------------ |
| Urquhart / Palmer     | Grayson / Landers-Murphy | 11:8, 11:9         |
| Grinham / Pilley      | Arnold / Singh           | 11:8, 11:3         |
| Chinappa / Pal Sandhu | Arnold / Singh           | 11:9, 10:11, 11:10 |
| Grinham / Pilley      | Grayson / Landers-Murphy | 11:7, 11:7         |
| Urquhart / Palmer     | Arnold / Singh           | 11:10, 11:8        |

| Spieler                  | Spieler                  | Ergebnis         |
| ------------------------ | ------------------------ | ---------------- |
| Grinham / Pilley         | Chinappa / Pal Sandhu    | 11:9, 6:11, 9:11 |
| Chinappa / Pal Sandhu    | Grayson / Landers-Murphy | 11:9, 11:5       |
| Grinham / Pilley         | Urquhart / Palmer        | 5:11, 11:5, 8:11 |
| Urquhart / Palmer        | Chinappa / Pal Sandhu    | 7:11, 11:5, 11:8 |
| Grayson / Landers-Murphy | Arnold / Singh           | 11:6, 11:6       |

#### Gruppe B
| Rang | Setzung | Doppel                                 | Sp. | S | N | S.-Diff. | P.-Diff. | Pkt. |
| ---- | ------- | -------------------------------------- | --- | - | - | -------- | -------- | ---- |
| 1    | 2       | Dipika Pallikal Saurav Ghosal          | 5   | 5 | 0 | 10:2     | 123:89   | 10   |
| 2    | 3       | Joelle King Paul Coll                  | 5   | 4 | 1 | 9:2      | 117:81   | 8    |
| 3    | 7       | Tesni Evans Peter Creed                | 5   | 3 | 2 | 7:6      | 120:107  | 6    |
| 4    | 10      | Rachel Arnold Mohd Syafiq Kamal        | 5   | 1 | 4 | 4:8      | 89:125   | 2    |
| 5    | 6       | Catalina Peláez Miguel Ángel Rodríguez | 5   | 1 | 4 | 3:8      | 83:118   | 2    |
| 6    | 11      | Jenny Haley Joel Makin                 | 5   | 1 | 4 | 2:9      | 100:112  | 2    |

| Spieler            | Spieler        | Ergebnis         |
| ------------------ | -------------- | ---------------- |
| King / Coll        | Evans / Creed  | 11:4, 11:7       |
| Peláez / Rodríguez | Haley / Makin  | 11:10, 11:10     |
| Pallikal / Ghosal  | Kamal / Arnold | 11:7, 11:4       |
| Pallikal / Ghosal  | Evans / Creed  | 11:8, 5:11, 11:5 |
| Peláez / Rodríguez | Kamal / Arnold | 9:11, 10:11      |

| Spieler           | Spieler            | Ergebnis         |
| ----------------- | ------------------ | ---------------- |
| King / Coll       | Haley / Makin      | 11:9, 11:9       |
| Pallikal / Ghosal | Peláez / Rodríguez | 11:4, 11:5       |
| Evans / Creed     | Haley / Makin      | 11:10, 11:5      |
| King / Coll       | Kamal / Arnold     | 11:6, 11:4       |
| Evans / Creed     | Kamal / Arnold     | 11:7, 9:11, 11:4 |

| Spieler            | Spieler            | Ergebnis          |
| ------------------ | ------------------ | ----------------- |
| Pallikal / Ghosal  | Haley / Makin      | 11:9, 11:7        |
| King / Coll        | Peláez / Rodríguez | 11:8, 11:4        |
| Pallikal / Ghosal  | King / Coll        | 11:10, 8:11, 11:8 |
| Peláez / Rodríguez | Evans / Creed      | 11:10, 2:11, 8:11 |
| Kamal / Arnold     | Haley / Makin      | 5:11, 11:9, 8:11  |

### Finalrunde
| Halbfinale | Halbfinale                           | Halbfinale | Halbfinale | Halbfinale |  |   | Finale                        | Finale | Finale | Finale | Finale |
|            |                                      |            |            |            |  |   |                               |        |        |        |        |
| 4          | Donna Urquhart David Palmer          | 9          | 7          |            |  |   |                               |        |        |        |        |
| 3          | Joelle King Paul Coll                | 11         | 11         |            |  | 3 | Joelle King Paul Coll         | 11     | 11     |        |        |
| 5          | Joshana Chinappa Harinder Pal Sandhu | 11         | 7          | 6          |  | 2 | Dipika Pallikal Saurav Ghosal | 8      | 8      |        |        |
| 2          | Dipika Pallikal Saurav Ghosal        | 10         | 11         | 11         |  |   |                               |        |        |        |        |